# ウズベキスタン陸軍
ウズベキスタン陸軍は、ウズベキスタンの陸軍である。

## 概要
ソ連崩壊後の1992年1月14日、ウズベキスタン共和国最高会議によって、ウズベキスタンの領土内に所在する旧ソ連軍の軍事部隊や資産がウズベキスタンの管轄となることが決議された。これに基づき、同年2月にウズベキスタンに駐留していた旧ソ連軍のトルキスタン軍管区第１軍を基幹として、ウズベキスタン陸軍が新編された。
設立直後のウズベキスタン軍は規模が過大であったため、設立後半年ほどはロシア軍との合同司令部が設けられ、陸軍もその指揮下にあった。1992年8月からはウズベキスタン国防省の指揮下となっている。
12ヶ月の徴兵制が布かれており、2023年現在の総兵力は24,500人。5つの軍管区を持ち、1個機甲旅団、11個機械化歩兵旅団、1個空中襲撃旅団、1個空挺旅団、1個山岳旅団、1個特殊作戦旅団、3個砲兵旅団、1個ロケット砲旅団で構成されている。
ロシアとの関係が深いが、対テロ戦ではアメリカ・イギリス・トルコなどから訓練支援を受けている。　

## 装備
戦車　
- T-72 ×70両[3]
- T-64B/MV ×100両[3][5]
- T-62 ×170両[3]

歩兵戦闘車/空挺戦闘車
- BMP-2 ×270両[3]
- BTR-82A ×100両（推定）[3]
- BMD-2 ×9両[3]
- BMD-1 ×120両[3]

偵察戦闘車　
- BRM-1 ×6両[3]
- BRDM-2 ×13両[3]

装甲兵員輸送車　
- BTR-D ×50両[3]
- BTR-80 ×210両[3]
- BTR-70 ×25両[3]
- BTR-60 ×24両[3]
- Ejder Yalcin（英語版） ×24両[3]
- マックスプロ・プラス ×50両[3]
- クーガー 4×4歩兵機動車 ×不詳[3]
- クーガー 汎用装甲車 ×7両[3]
- タイフーン-K 4×4 ×5両[3]
- M-ATV ×4両以上[3]
- ティーグル-M ×複数両[3]

工兵・支援車両
- マックスプロ 装甲回収車 ×20両[3]

対戦車兵器　
- MT-12/T-12 対戦車砲 ×36門[3]
- 9K111 対戦車ミサイル[3]
- 9K11 対戦車ミサイル[3]

自走多連装ロケット砲　
- BM-21 グラート ×36両[3]
- 9P138 グラート1 ×24両[3]
- 9P140 ウラガン ×48両[3]

自走砲、榴弾砲など　
- 2S1 グヴォズジーカ 122mm自走榴弾砲 ×18両[3]
- 2S3 アカーツィヤ 152mm自走榴弾砲 ×17両以上[3]
- 2S5 ギアツィント 152mm自走カノン砲 ×不詳[3]
- 2S7 ピオン 203mm自走カノン砲 ×48両[3]
- D-30 122mm榴弾砲 ×60門[3]
- 2A36 ギアツィントB 152mmカノン砲 ×140門[3]

迫撃砲
- 2S9 ノーナ-S 120mm自走迫撃砲 ×54両[3]
- BM-43 82mm迫撃砲[6][注釈 1]
- 2B11 120mm迫撃砲 ×5門[3]
- 2S12（ロシア語版） 120mm迫撃砲 ×19門[3]
- M-120（ロシア語版） 120mm迫撃砲 ×18門[3]

防空兵器
- QW-18 携帯式地対空ミサイル[3]

小火器
- マカロフ 自動拳銃[6][注釈 1][7]
- PSM 自動拳銃[6][注釈 1]
- AKM 自動小銃[6][注釈 1]
- AK-74 自動小銃[6][注釈 1][7]
- AKS-74U 自動小銃[6][注釈 1]
- SVD 狙撃銃[6][注釈 1]
- RPK 分隊支援機関銃[6][注釈 1]
- RPK-74 分隊支援機関銃[6][注釈 1]
- PK 汎用機関銃[6][注釈 1]
- NSV 重機関銃[6][注釈 1]
- RPG-7 携帯対戦車火器[6][注釈 1]